# Никитчук, София Викторовна
Софи́я Ви́кторовна Никитчу́к (род. 20 октября 1993, Екатеринбург, Россия) — фотомодель, актриса

, победительница конкурса красоты «Мисс Россия 2015», 1-я вице-мисс Мира 2015.

## Биография
Родилась в городе Екатеринбург  20 октября 1993 года. Отец — военный, мать — врач. Окончила музыкальную и художественную школы. Занималась гимнастикой, бальными и эстрадными танцами, играла в волейбол. Окончила Уральский федеральный университет по специальности «Управление персоналом» (2016, с красным дипломом).
В 2014 году завоевала титул «Мисс Екатеринбург», в 2015 году победила в конкурсе «Мисс Россия». В 2015 году заняла второе место на международном конкурсе красоты «Мисс Мира 2015», проходившем в Китае, городе Санья. Этот результат является лучшим после 2008 года, когда победительницей стала Ксения Сухинова из Тюмени.
Владелица сети салонов красоты NIKISO Space и дизайнер собственного бренда одежды NIKISO.

## Фильмография
| Год  |   | Название | Роль            |
| ---- | - | -------- | --------------- |
| 2016 | с | София    | Елена Волошанка |

## Личная жизнь
Встречалась с футболистом Федором Смоловым. В 2019 году подписала договор с издательством «Эксмо» на выпуск книги.